# Mercat del Born
El Mercat del Born és un edifici aïllat, amb façana als carrers del Comerç, de la Fusina, Comercial i de la Ribera de Barcelona, catalogat com a bé cultural d'interès local. Des del 2013, allotja El Born. Museu d'Història de Barcelona, que combina les restes arqueològiques, exposicions i àrees d'activitats en un centre d'interpretació del setge de 1713-1714.

## Història

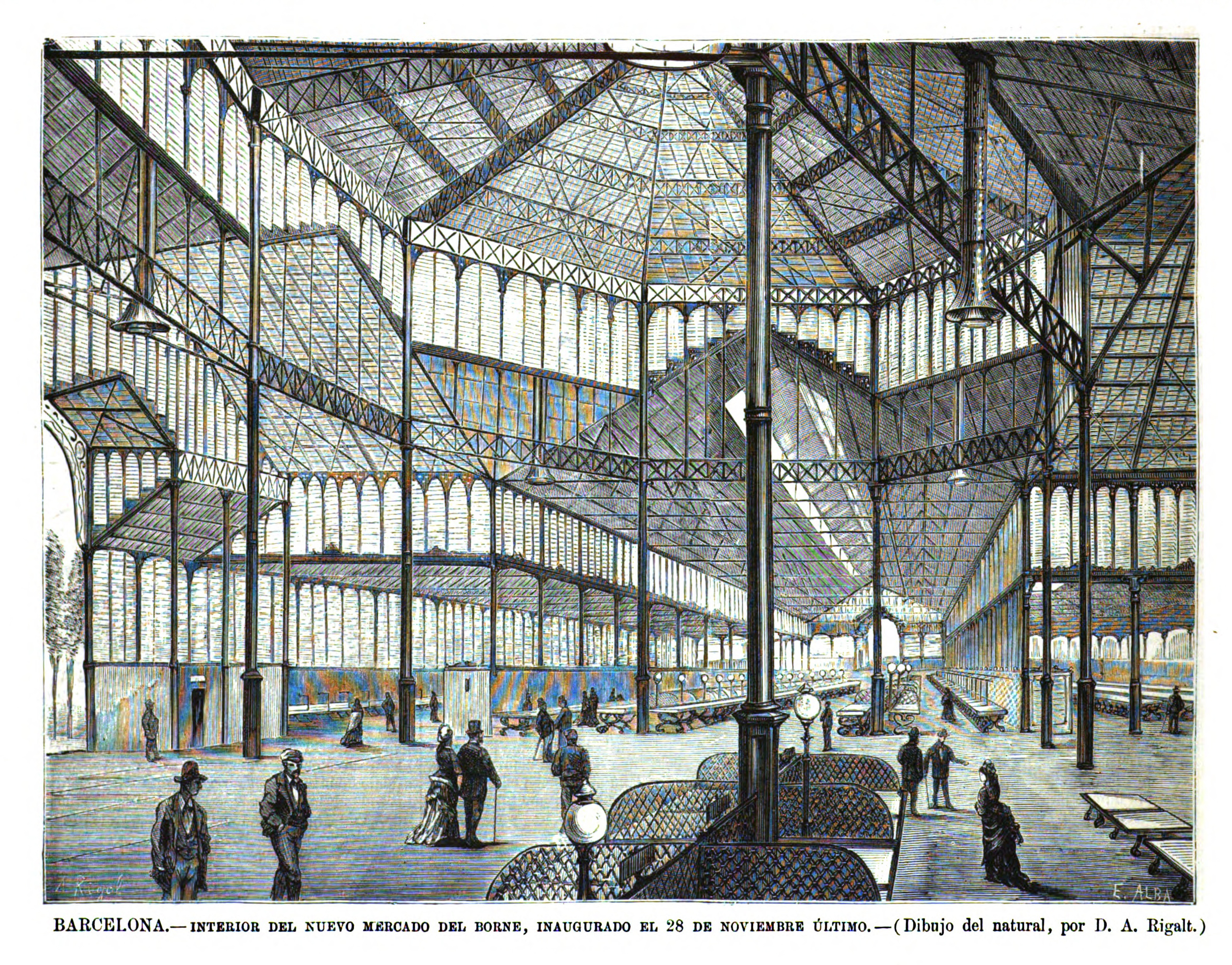
El mercat després de la seva inauguració

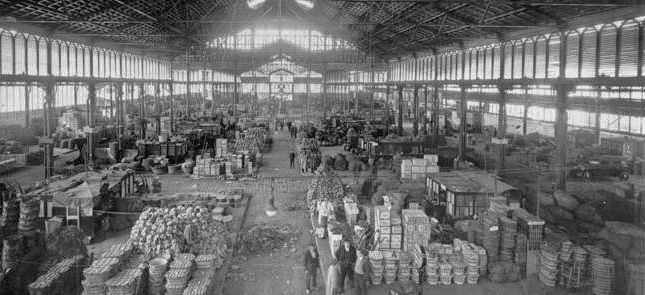
El mercat en funcionament. c. 1930

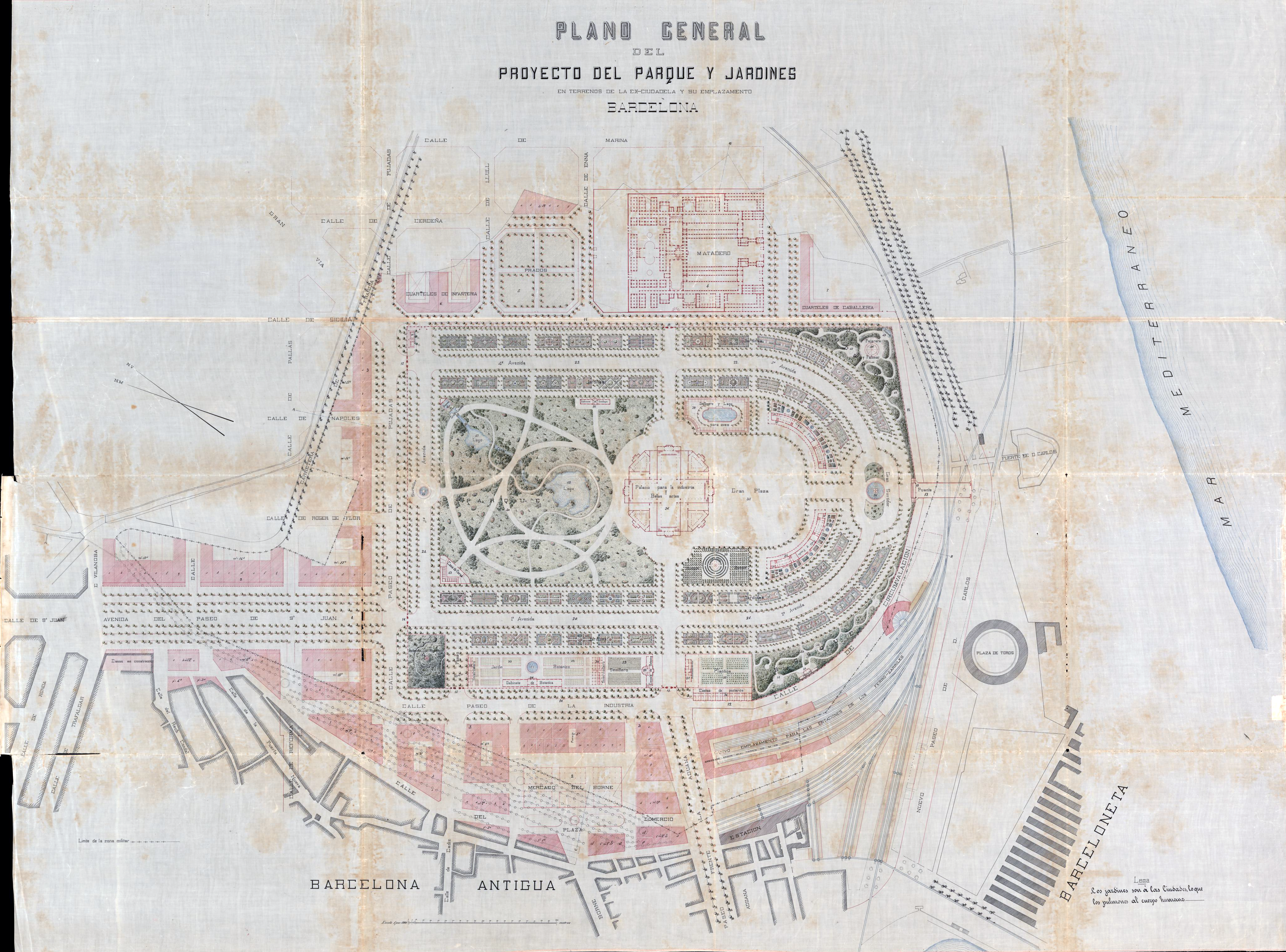
Projecte d'urbanització dels terrenys de l'antiga Ciutadella de Josep Fontserè (1872)

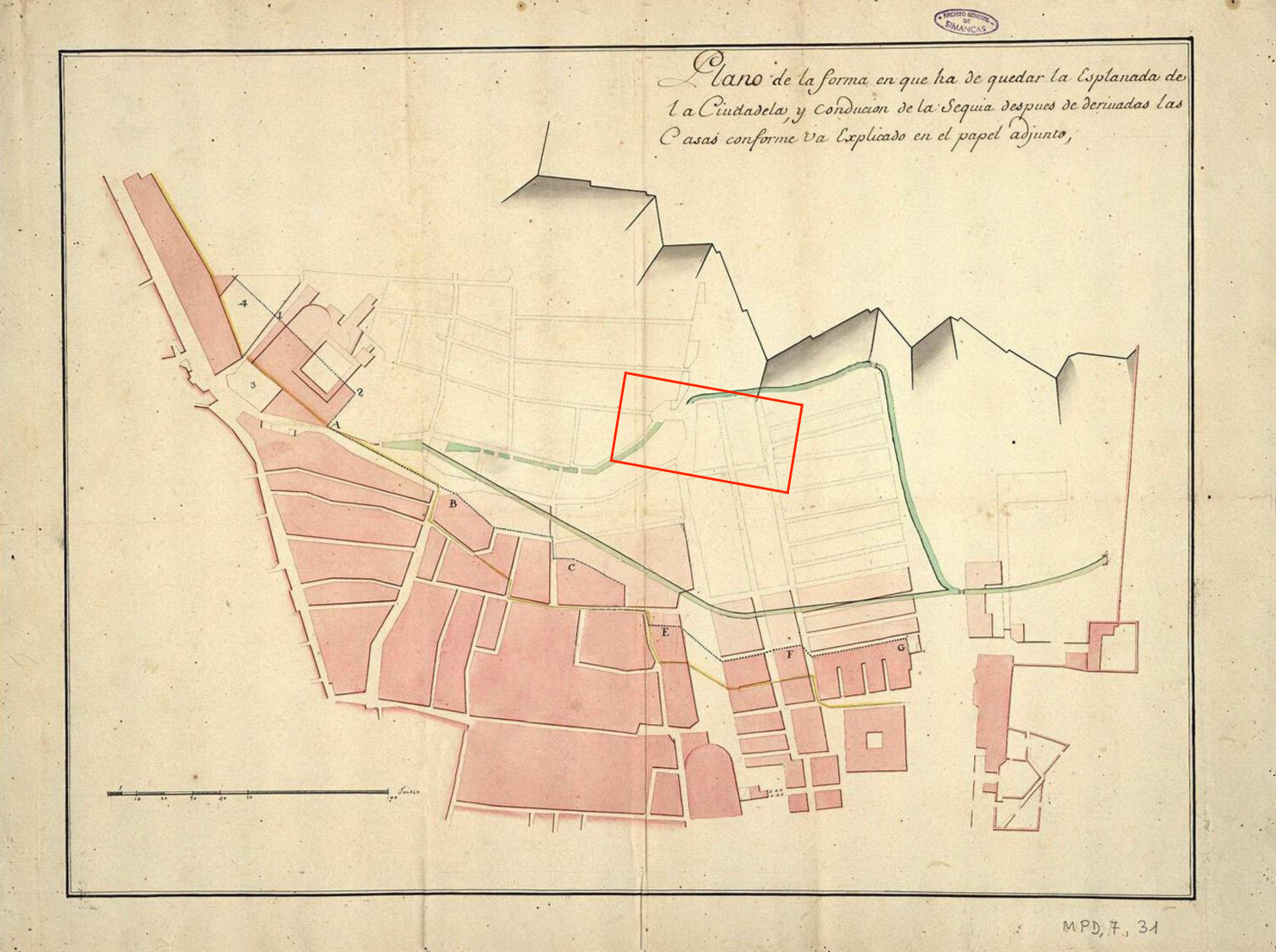
Ubicació del mercat dins l'Esplanada de la Ciutadella. El plànol descriu el canvi de curs que es va fer al Rec Comtal

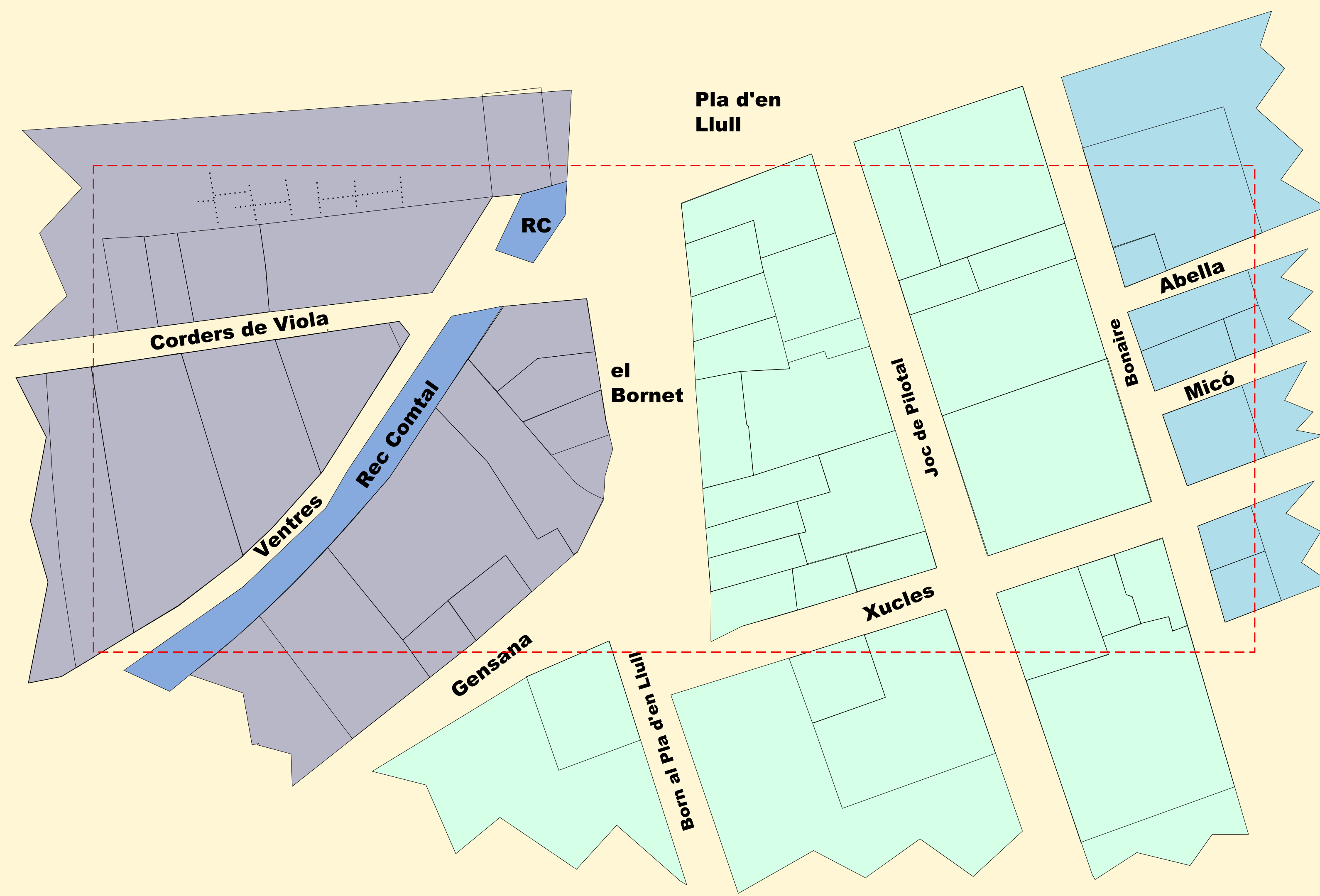
Parcel·lari del jaciment, delimitat per la línia vermella. Inclou tres zones segons l'activitat: industrial i menestral (gris), barri residencial i d'oci (verd) i barri mariner (blau)

La Barcelona de l'època del pas del segle xvii al xviii es va caracteritzar per una millora de la situació econòmica i alhora va ser víctima de les guerres. Durant la guerra dels Nou Anys, va patir l'atac de la flota francesa el juliol del 1691 i el juny del 1697, que va fer malbé algunes de les cases costaneres de les que avui componen el jaciment, però molt especialment al monestir de Santa Clara.
Durant el setge de 1713-1714,  milers de bombardeigs van castigar especialment el barri de Sant Pere i el «quarter de Mar», actual barri de la Ribera, zona per on es va produir l'assalt final. Els darrers combats ja dins la ciutat, liderats per Villaroel i la cavalleria, es van produir precisament a la zona del jaciment, als carrers de Bonaire, Joc de Pilota i el Bornet que desembocaven al Pla d'en Llull. Quan Villaroel va caure ferit, es van replegar.
Després de la capitulació de la ciutat i l'ocupació de cases i palaus per part dels vencedors, aquests van optar per crear una Ciutadella militar que, lluny de protegir la ciutat, havia de servir per subordinar la població. Se li va encarregar a Joris Prosper Van Verboom, qui va proposar edificar una fortalesa pentagonal de grans dimensions, equiparable a les de Torí, Anvers o Parma, que havia de protegir i augmentar les defenses en el sector més desprotegit de la marina i el punt més dèbil de la defensa de terra, aquells que Verboom havia aconsellat per dur a terme l'atac durant el setge, i per on les tropes franco-castellanes feren la seva entrada a la ciutat: el Portal Nou i el de Santa Clara. Alhora, a més de proporcionar protecció dels atacs exteriors, també hauria de subjectar militarment la ciutat, dominant els seus barris més poblats, i envoltant-la mitjançant una cortina de foc amb els forts de la Ciutadella i Montjuïc. D'aquesta manera per construir-la i establir al seu voltant la imprescindible franja de seguretat sense construccions, es va haver de modificar ostensiblement l'urbanisme de la ciutat, tot enderrocant una bona part de la trama urbana articulada d'antic al voltant de l'eix del Rec Comtal, i als sectors més allunyats del barri de la Ribera, incloent-hi també el convent de Santa Clara.
L'1 de març del 1716 es posà la primera pedra de la Ciutadella, en el baluard del Rei, aquell que mirava cap a la ciutat, i el 7 de març de 1717 es finalitzaren els remats dels baluards del Rei, de la Reina i del Príncep, i fou a partir d'aquest moment que s'iniciaren els enderrocs de 38 carrers i 1.016 habitatges del barri de la Ribera, deixant així lloc a l'esplanada de la fortalesa. El Rec Comtal va ser desviat del seu curs i es va dirigir als límits de la zona habitable, pels actuals carrers d'en Tantarantana i del Rec. No fou fins al 25 de gener del 1725 quan es van donar per finalitzades les obres, el mateix any del Tractat de Viena, que suposava la pau entre Felip V i l'arxiduc Carles.
El 1802 es va urbanitzar el passeig de l'Esplanada, un bulevard que ocupava l'antic espai de seguretat entre la Fortalesa de la Ciutadella i la ciutat. Quan aquesta va ser enderrocada el 1869, l'Ajuntament de Barcelona va encarregar un concurs de projectes d'urbanització de la zona que va guanyar el mestre d'obres Josep Fontserè i Mestre i que incloïa un mercat (vegeu Urbanització del Born). El projecte, inspirat en les Halles de París, fou aprovat el 1873 i construït entre 1874 i 1876 pel mateix Fontserè i l'enginyer Josep Maria Cornet i Mas, i l'estructura de columnes de fosa i cavalls metàl·lics va ser fabricada per La Maquinista Terrestre i Marítima.
El 1876 va entrar en funcionament com a mercat minorista del barri de Ribera, dedicat sobretot a la venda de peix, però tot i la seva gran mida no va produir un impuls sobre el comerç del barri, i la seva recaptació va anar sempre molt per sota de la del mercat de Santa Caterina i, sobretot, de la Boqueria. El 1921, el Born va canviar de funció per a fer de mercat central de fruites i verdures a l'engròs, i les parades que hi havia es van reubicar al mercat de Santa Caterina.
El 1971, el mercat central es va traslladar a Mercabarna, el que va provocar el cessament de negocis com els magatzems de pesca salada i els que tenien soterranis plens de plàtans de les Canàries que feien madurar amb forns de gas, i la decadència del barri. Un cop tancat, se'n preveia la desaparició, però la reivindicació dels veïns i altres col·lectius va salvar-lo de l'enderroc i va ser restaurat entre 1977 i 1979 per l'arquitecte Pere Espinosa i Giménez. Durant més de dues dècades d'indefinició sobre l'ús al qual s'havia de destinar, només s'hi van fer activitats culturals temporals.
El 2002, durant les obres d'adequació per a instal·lar-hi la Biblioteca Provincial de Barcelona, es produí el descobriment de bona part de la trama urbana baix medieval del barri de la Ribera, tal com va quedar després de l'enderrocament dels anys 1716-1719. Això va fer que s'obtés per conservar les restes i construir la biblioteca en un altre indret, tot i l'oposició del moviment veïnal. El 28 de febrer del 2006, la Generalitat declarà el jaciment del Born com a bé cultural d'interès nacional, en la categoria de zona arqueològica, i l'11 de setembre del 2013, aprofitant la celebració de la Diada, es va inaugurar El Born Centre de Cultura i Memòria, incloent les restes arqueològiques, un museu relatiu a la Guerra de Successió a Catalunya i diverses sales destinades a usos culturals. Un terç de la superfície amb restes queda a la vista, només protegida per la coberta de l'antic mercat, i la resta queda sota el pis, on hi ha els espais culturals.

### Operació Born
L’any 1975 es va fundar l’Assemblea d’Actors i Directors (AAD) amb la intenció d’unir els membres de la professió teatral i lluitar conjuntament. El febrer del 1976 van reivindicar la creació d'un Teatre Municipal de Barcelona i d'un Teatre de Catalunya i van proposar una Llei del teatre. Van aconseguir la gestió de la temporada d'estiu de Barcelona del 1976, que aleshores es celebrava al Teatre Grec, i va suposar una ruptura tant pel que fa a les manifestacions artístiques com a l'organització dels espectacles. L'anomenada «operació Grec 76» va resultar un èxit, però dins l'AAD van sorgir tensions, i es va produir una escissió que va donar lloc a l'Assemblea de Treballadors de l'Espectacle (ADTE), que es va donar a conèixer amb l'«operació Born», un macroespectacle col·lectiu amb més de cinquanta actors, diversos directors i escenaris i música en directe a partir de Don Juan Tenorio, que es va fer durant tres dies al Mercat del Born.

## Edifici
El mercat s'articula com una planta basilical, amb una nau central flanquejada per dues naus de menor llum i alçada. Al bell mig de la nau central, un cimbori vuitavat ressalta l'encreuament d'un transsepte de gran llum que dona cabuda a les portes principals alineades al Passeig del Born i el Passatge Mercantil. Les principals línies estructurals s'expliquen, tant en planta com en alçat, a través de la utilització del ferro fos en els elements sustentants (columnes) i del ferro forjat en els elements portants (encavallades i dobles jàsseres de reixa). L'estructura se sosté sobre un total de 128 columnes de ferro colat amb capitells d'inspiració vegetal, formant crugies modulars entrellaçades per mitjà de jàsseres metàl·liques. El resultat de la utilització d'aquesta innovadora tècnica modular fou un gran espai cobert i lliure de compartimentacions.
Els tancaments exteriors consisteixen en murs de maó vist de dos colors formant romboides decoratius i amb làmines de ferro a mode de persiana. La coberta, constituïda per tres teulades de doble vessant, està revestida amb teules planes de ceràmica vidrada bicolor, també formant romboides. Els angles dels vessants acullen llurs claraboies de vidre que proporcionen il·luminació zenital a l'interior. Del mobiliari original no es conserva res in situ, essent una pèrdua especial la font-rellotge-calendari amb cariàtides, dissenyada el 1875 pel mateix Fontserè.